# Филип I (Бургундия)
Вижте пояснителната страница за други личности с името Филип I.
Филип I (на френски: Philippe Ier de Bourgogne, Philippe Rouvres; * 1346, † 21 ноември 1361) от Старата бургундска династия, е през 1350 – 1361 г. херцог на Бургундия, 1347 – 1361 г. граф на Бургундия, Артоа, Оверн и Булон.

## Живот
Той е син на граф Филип Бургундски († 10 август 1346) и Жана I (* 1326, † 1360), графиня на Оверн и Булон, дъщеря и наследник на Гийом XII, граф на Оверн и Булон, и на Маргарита Еврьо.
Майка му се омъжва на 19 февруари 1350 г. за френския престолонаследник и крал Жан II и става кралица на Франция.
Филип I става херцог на четири години след смъртта на дядо му Одо IV († 3 април 1350). Негов регент е майка му Жана.
На 14 май 1357 г. Филип I се жени за графиня Маргарета III от Фландрия.
Филип I умира от чума през 1361 г. без да може да живее с жена си. Погребан е в манастира Сито. Следва Обединение на Бургундия с кралския домен и предаването му на Филип II Смели (1363 – 1404). Графство Артоа и пфалцграфство Бургундия наследява леля му Маргарита Френска.